# Vouhé, Charente-Maritime
Vouhé är en kommun i departementet Charente-Maritime i regionen Nouvelle-Aquitaine i västra Frankrike. Kommunen ligger  i kantonen Surgères som ligger i arrondissementet Rochefort. År 2022 hade Vouhé 657 invånare.

## Befolkningsutveckling
Antalet invånare i kommunen Vouhé
Referens:INSEE